# Sinclair ZX81
Синклер ZX81 (енгл. Sinclair ZX81) је био британски кућни рачунар из 1980.их година, насљедник рачунара Sinclair ZX80. Уведен је на тржиште 1981. од стране фирме Синклер Рисрч (Sinclair Research). 
Видео излаз је био према обичном телевизору, као код већине рачунара тога доба. Програми су учитавани и снимани на аудио-касете преко посебног касетофона. Рачунар је користио непопуларну (али јефтину) мембранску тастатуру. 
Фирма Тајмекс Корпорејшн (Timex Corporation) је правила рачунар у склопљеној и у нешто јефтинијој кит форми за Синклер Рисерч. У САД је верзија рачунара са прикључком на NTSC телевизор и двоструком количином основне меморије продавана под именом Timex Sinclair 1000.

## Опис
Микропроцесор је био исти као и код ZX80, Зилог Z80, тачније његова јефтинија копија NEC μPD780C-1. који је радио на фреквенцији такта од 3,25 MHz. РОМ је сада био проширен до 8192 бајтова па је Бејсик преводилац (Sinclair BASIC) сада подржавао аритметику са покретним зарезом (floating point arithmetic). Нови РОМ је могао да ради и у старијем рачунару па је фирма Синклер ово нудила као додатак неко вријеме.
Основни систем је испорушиван са само једним килобајтом RAM меморије. Ово је кориштено за спремање варијабли, програмског кода и спремиште видео информација. Због тога су програми били јако ограничене величине, а графичке могућности врло скромне. Само текст и псеудо-графички симболи су се могли приказивати на екрану. Текст је имао по 32 знака у сваком реду са 24 линије. Груба графика резолуције 64 пута 48 пиксела је била могућа преко употребе PLOT команде и 16 графичких симбола. ZX81 је користио екрански фајл или бафер промјењиве величине, зависно од тога колико меморије је било заузето кодом програма.
Оригинална цијена ZX81 у киту је била 49,95 фунти, а састављеног 69,95 фунти.

## Пријем у јавности
рачунар је продат у око 1 500.000 примјерака, што је био до тада непревазиђен број у Великој Британији. Ниска цијена је томе знатно погодовала.

## Хардвер
је био сличан у дизајну ранијем моделу ZX80, али је имао посебно коло (Ferranti ULA (Uncommitted Logic Array)) које је обједињавало функције многих посебних TTL кола у ZX80. Нови дизајн је стога користио само четири или пет интегралних кола: микропроцесор, УЛА коло, 8 KB РОМ коло, и једно или два РАМ кола.

## Брзи и спори режим
Због уштеде у компонентама која је за циљ имала ниску цијену рачунара, ZX81 се приликом генерисања слике на екрану користио централним микропроцесором. За разлику од свог претходника, модела ZX80, који је приликом обраде информација "гасио" приказ текста, ZX81 је увео два режима рада рачунара. То су били брзи (FAST) и спори (SLOW) режим функционисања. Брзи режим је заправо наслијеђени основни режим рада рачунара ZX80 у којем за вријеме обраде информација од стране процесора није било приказа на екрану. Новост је била у виду SLOW режима рада гдје је за вријеме активног рада микропроцесора слика на екрану била видљива али је брзина обраде информација била спорија око 4 пута у односу на FAST режим. Технички посматрано, у SLOW режиму је обрада информација од стране микропроцесора текла само за вријеме док се електронски луч на екрану није налазио у подрују видљивом за корисника. То су у ствари подручја на врху и на дну екрана и у тим подручјима није било потребе за трошењем микропроцесорске снаге на генерисање видљивих информација на екрану.

## Копије
је продаван и у САД, углавном преко огласа у рачунарским часописима. Timex Sinclair је производио и побољшану верзију за тржиште САД под именом Timex Sinclair 1000 (TS1000). Овај модел је имао 2 KB основне РАМ меморије, а идући, TS1500, је ово проширио на 16 кб.
ZX81 је копиран и у Бразилу. Компаније су укључивале: Apply, Ritas, Microdigital и Prológica. Microdigital је направио двије копије: TK 82C и TK 83, и TS1500 копију под ознаком TK 85. Prológica је направила NEZ-8000 и унапријеђене верзије CP-200 и CP-200S.
Клонови су постојали и у Аргентини: TS1000 клон означен као CZ1000, и TS1500 клон под именом CZ1500.

## Детаљни подаци
Детаљнији подаци о рачунару ZX 81 су дати у табели испод.
|                       |                                                                  |
| [ 4 ]                 |                                                                  |
| Произвођач            | Синклер                                                          |
| Тип                   | кућни рачунар                                                    |
| Меморија              | 1 (901 бајтова available, до 64 )                                |
| Поријекло             | Уједињено Краљевство                                             |
| Година                | 1981                                                             |
| Тастатура             | мембранска („гумена“) тастатура, 40 тастера                      |
| Процесор              |                                                                  |
| Фреквенција процесора | 3,5                                                              |
| RAM                   | 1 (901 бајтова доступно, до 64 )                                 |
| ROM                   | 8                                                                |
| Текст                 | 32 x 24 (али 2 линије резервисане за системске поруке и команде) |
| Графика               | 64 x 44                                                          |
| Боја                  | Црно-бијело                                                      |
| Звук                  | Нема                                                             |
| Димензије             | 167 x 175 x 40 / 350 грама                                       |
| Портови               |                                                                  |
| Оперативни систем     | Sinclair BASIC                                                   |